# 泽利娜·约尔格
泽利娜·约尔格（德語：Selina Jörg，1988年1月24日—），德国女子单板滑雪运动员。她曾代表德国参加2010年、2014年和2018年冬季奥林匹克运动会单板滑雪比赛，其中2018年冬季奥运会获得一枚银牌。